# Dindicodes ectoxantha
Dindicodes ectoxantha là một loài bướm đêm trong họ Geometridae.